# François-Clément Privat de Garilhe
François-Clément Privat Garilhe, ou François-Clément Privat de Garilhe, né le 28 novembre 1759 à Payzac, mort le 20 août 1829 à Largentière, est un homme de loi et un député français.

## Famille
La famille Privat de Garilhe est une famille d'ancienne bourgeoisie originaire du Vivarais. Elle est issue de François-Clément Privat de Garilhe (né vers 1520), bourgeois de Gravières, (Ardèche). *Jacques Privat de Garilhe (1630-1702) était lieutenant du prêvot des maréchaux.  *Simon Privat de Garilhe (1731-1813), était maire de Payzac.

## Biographie
Fils de Simon Privat de Garilhe et de Marie-Élisabeth de Gigord, il était avocat à Largentière. Au début de la Révolution, il fut élu juge au tribunal de district de Largentière.

### Mandat à la Convention
En septembre 1792, François-Clément Privat de Garilhe est élu député du département de l'Ardèche, le cinquième sur sept, à la Convention nationale. 
Il siège sur les bancs de la Gironde. Lors du procès de Louis XVI, il vote « la détention, et le bannissement à la paix » et se prononce en faveur de l'appel au peuple et du sursis. En avril 1793, il vote en faveur de la mise en accusation de Jean-Paul Marat. En mai, il vote en faveur du rétablissement de la Commission des Douze. 
En octobre, sur motion de Jean-Pierre-André Amar, membre du Comité de Sûreté générale, Privat de Garilhe est décrété d'arrestation pour avoir signé la protestation contre les journées du 31 mai et du 2 juin 1793. Incarcéré à la prison de la Force, il écrit, le 1er brumaire an II (le 22 octobre 1793), une lettre de soutien à Maximilien de Robespierre, qui s'était opposé à ce que les signataires de la protestation soient déférés devant le tribunal révolutionnaire : « vous savez élever votre voix avec courage en faveur de l'innocence trompée ». Lui et les autres protestataires sont libérés et réintégrés à leur poste le 18 frimaire an III (8 décembre 1794). 

### Du Directoire à la Monarchie de Juillet
Sous le Directoire, il fut réélu député au Conseil des Cinq-Cents, le 23 vendémiaire an IV (15 octobre 1795) par 154 voix sur 218 votants et 8 bulletins blancs, puis le 24 germinal an VI (13 avril 1798) par 45 voix sur 91 votants.
Garilhe mourut à Largentière, son pays d'adoption, le 20 août 1829, à 4 heures du matin, à l'âge de 70 ans.